# تکاماک
تکاماک (به اسپانیایی: Tecámac) از شهرهای کشور مکزیک است که در ایالت استادو د مخیکو قرار دارد و جمعیت آن طبق سرشماری سال ۲۰۱۰ میلادی ۳۶۴٬۵۷۹ نفر بوده است.